# Kazachstán na Zimních olympijských hrách 2010
Kazachstán na Zimních olympijských hrách v roce 2010 zastupovalo 39 sportovců v 8 sportech.

## Medailisté
| Medaile | Jméno                | Sport   | Soutěž     |
| ------- | -------------------- | ------- | ---------- |
| Stříbro | Jelena Chrustalevová | Biatlon | Ženy 15 km |